# أرتور وريل
أرتور وريل (بالإسبانية: Arturo Worrell)‏ هو لاعب كاراتيه بنمي، ولد في 4 أغسطس 1950 في بنما.